# Fred Alexander

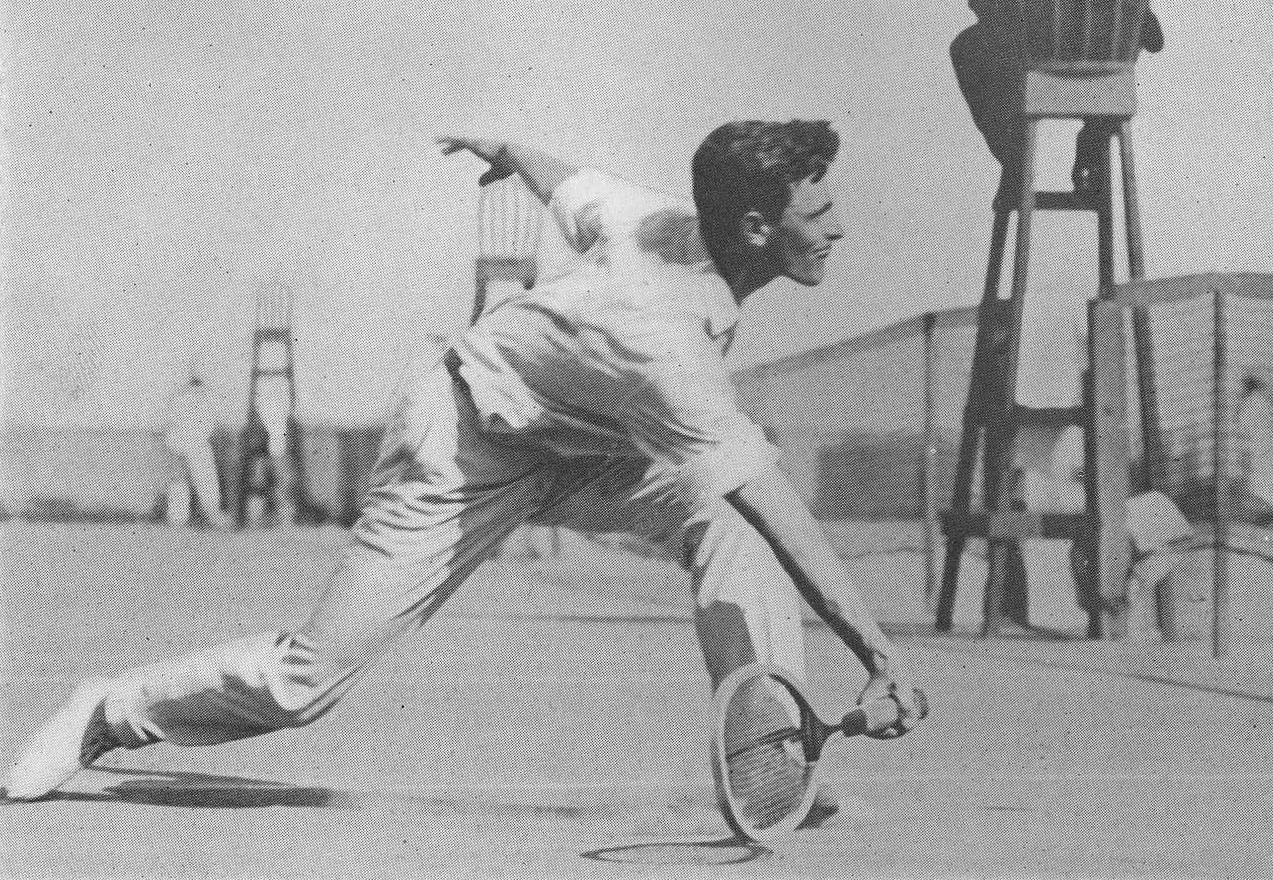
Imagem de Fred Alexander.

Frederick Beasley Alexander (Sea Bright, 14 de agosto de 1880 - Beverly Hills, 3 de março de 1963) foi um jogador de tênis norte-americano que se destacou no início do século XX.
Suas vitórias mais importantes ocorreram em duplas, formando uma extraordinária parceria junto a seu compatriota Harold Hackett, com quem foram finalistas do US Championships num total de 7 ocasiões consecutivas. No total, Alexander conquistou 6 títulos de duplas em Grand Slam.
Em 1908 tornou-se o primeiro estrangeiro a ganhar o Australasian Championships, depois de vencer na final a Alfred Dunlop. Junto a este, conquistou o título de duplas desse ano. Seu último Grand Slam foi ganho em 1917, já com 37 anos, fazendo dupla com Harold Thockmorton (que contava com 19 anos).
Foi incluso no International Tennis Hall of Fame em 1961.

## Torneios de Grand Slam

### Campeão Individual (1)
| Ano  | Torneio                    | Oponente na final | Resultado           |
| 1908 | Australasian Championships | Alfred Dunlop     | 3-6 3-6 6-0 6-2 6-3 |

### Campeão em Duplas (6)
| Ano  | Torneio                    | Parceiro            | Oponentes na final              | Resultado    |
| 1907 | US Championships           | Harold Hackett      | Nat Thornton B. Grant           | 6-2 6-1 6-1  |
| 1908 | Australasian Championships | Alfred Dunlop       | G. G. Sharp Anthony Wilding     | 6-3 6-2 6-1  |
| 1908 | US Championships           | Harold Hackett      | Raymond Little Beals Wright     | 6-1 7-5 6-2  |
| 1909 | US Championships           | Harold Hackett      | George Janes Maurice McLoughlin | 6-4 6-4 6-0  |
| 1910 | US Championships           | Harold Hackett      | Tom Bundy Trowridge Hendrick    | 6-1 8-6 6-3  |
| 1917 | US Championships           | Harold Throckmorton | Harry Johnson Irvin Wright      | 11-9 6-4 6-4 |

### Finalista em Duplas (5)
| Ano  | Torneio          | Parceiro       | Oponentes na final             | Resultado           |
| 1900 | US Championships | Raymond Little | Dwight Davis Holcombe Ward     | 4-6 7-9 10-12       |
| 1905 | US Championships | Harold Hackett | Holcombe Ward Beals Wright     | 4-6 4-6 1-6         |
| 1906 | US Championships | Harold Hackett | Holcombe Ward Beals Wright     | 3-6 6-3 3-6 3-6     |
| 1911 | US Championships | Harold Hackett | Raymond Little Gustav Touchard | 5-7 15-13 2-6 4-6   |
| 1918 | US Championships | Beals Wright   | Vincent Richards Bill Tilden   | 3-6 4-6 6-3 6-2 2-6 |